# Episodi di Parks and Recreation (seconda stagione)
La seconda stagione della serie televisiva statunitense Parks and Recreation, composta da 24 episodi, è andata in onda su NBC dal 17 settembre 2009 al 20 maggio 2010.
In Italia è stata trasmessa da Joi da venerdì 27 gennaio al 13 aprile 2012.
| nº | Titolo originale  | Titolo italiano               | Prima TV USA      | Prima TV Italia  |
| -- | ----------------- | ----------------------------- | ----------------- | ---------------- |
| 1  | Pawnee Zoo        | Amore tra pinguini            | 17 settembre 2009 | 27 gennaio 2012  |
| 2  | The Stakeout      | L'appostamento                | 24 settembre 2009 | 27 gennaio 2012  |
| 3  | Beauty Pageant    | Concorso di bellezza          | 1º ottobre 2009   | 3 febbraio 2012  |
| 4  | Practice Date     | Scheletri negli armadi        | 8 ottobre 2009    | 3 febbraio 2012  |
| 5  | Sister City       | Città gemellate               | 15 ottobre 2009   | 10 febbraio 2012 |
| 6  | Kaboom            | Scorciatoie                   | 22 ottobre 2009   | 10 febbraio 2012 |
| 7  | Greg Pikitis      | Finché c'è festa c'è speranza | 29 ottobre 2009   | 17 febbraio 2012 |
| 8  | Ron and Tammy     | Pericolo per il parco         | 5 novembre 2009   | 17 febbraio 2012 |
| 9  | The Camel         | Il murale                     | 12 novembre 2009  | 24 febbraio 2012 |
| 10 | Hunting Trip      | Battuta di caccia             | 19 novembre 2009  | 24 febbraio 2012 |
| 11 | Tom's Divorce     | Il divorzio di Tom            | 3 dicembre 2009   | 2 marzo 2012     |
| 12 | Christmas Scandal | Scandalo di Natale            | 10 dicembre 2009  | 2 marzo 2012     |
| 13 | The Set Up        | Appuntamento al buio          | 14 gennaio 2010   | 9 marzo 2012     |
| 14 | Leslie's House    | A casa di Leslie              | 21 gennaio 2010   | 9 marzo 2012     |
| 15 | Sweetums          | Lo sponsor                    | 4 febbraio 2010   | 16 marzo 2012    |
| 16 | Galentine's Day   | Missione d'amore              | 11 febbraio 2010  | 16 marzo 2012    |
| 17 | Woman of the Year | La donna dell'anno            | 4 marzo 2010      | 23 marzo 2012    |
| 18 | The Possum        | Caccia all'opossum            | 11 marzo 2010     | 23 marzo 2012    |
| 19 | Park Safety       | Sicurezza nei parchi          | 18 marzo 2010     | 30 marzo 2012    |
| 20 | Summer Catalog    | L'opuscolo                    | 25 marzo 2010     | 30 marzo 2012    |
| 21 | 94 Meetings       | 94 appuntamenti               | 29 aprile 2010    | 6 aprile 2012    |
| 22 | Telethon          | La lunga notte di Leslie      | 6 maggio 2010     | 6 aprile 2012    |
| 23 | The Master Plan   | Il bilancio non quadra        | 13 maggio 2010    | 13 aprile 2012   |
| 24 | Freddy Spaghetti  | Freddy Spaghetti              | 20 maggio 2010    | 13 aprile 2012   |

## Amore tra pinguini
- Titolo originale: Pawnee Zoo
- Diretto da: Paul Feig
- Scritto da: Norm Hiscock

### Trama
Al fine di promuovere lo zoo di Pawnee, Leslie Knope (Amy Poehler) decide di sposare due dei pinguini residenti nel parco, come trovata pubblicitaria. Tuttavia, quando entrambi i pinguini risultano essere entrambi maschi, inavvertitamente provoca un putiferio tra i cittadini.

## L'appostamento
- Titolo originale: The Stakeout
- Diretto da: Seth Gordon
- Scritto da: Rachel Axler

### Trama
Mentre si prendono cura del nuovo giardino della comunità, Leslie e Tom Haverford (Aziz Ansari) sono scioccati nello scoprire che qualcuno ha piantato marijuana tra le altre piante. Decidono quindi di fare un appostamento notturno per catturare i colpevoli. Nel frattempo, Ann Perkins (Rashida Jones) ha un appuntamento con Mark Brendanawicz (Paul Schneider).

## Concorso di bellezza
- Titolo originale: Beauty Pageant
- Diretto da: Jason Woliner
- Scritto da: Katie Dippold

### Trama
Leslie giudicherà l'annuale concorso di bellezza Miss Pawnee, e Tom fa un favore a qualcuno per poter entrare a sua volta tra i giudici del concorso. April Ludgate (Aubrey Plaza) decide di iscriversi al concorso dopo aver saputo che il vincitore ottiene $ 600. Leslie chiede all'ufficiale di polizia Dave Sanderson (Louie C.K.) di uscire per un appuntamento. Nel frattempo, Ann (Rashida Jones) scopre che Andy Dwyer (Chris Pratt) vive nella fossa del parco, mentre nel frattempo Mark (Paul Schneider) le fa visita per aiutarla a sistemare la doccia e cenare, causando così una grande tensione tra Ann e Andy.

## Scheletri negli armadi
- Titolo originale: Practice Date
- Diretto da: Alex Hardcastle
- Scritto da: Harris Wittels

### Trama
Il suo primo appuntamento con Dave (Louie C.K.) si sta avvicinando velocemente, e Leslie è molto nervosa. Quindi Ann la porta ad un appuntamento di prova per testare le sue abilità. Un Consigliere locale è coinvolto in uno scandalo sessuale e Tom, Ron Swanson (Nick Offerman), Mark e April (Aubrey Plaza) si sfidano a vedere chi può scavare più a fondo e giocare più sporco l'uno con l'altro.

## Città gemellate
- Titolo originale: Sister City
- Diretto da: Michael Schur
- Scritto da: Alan Yang

### Trama
Leslie (Amy Poehler) ospita una festa in onore della visita della delegazione del dipartimento Parchi della città gemellata con Pawnee: Boraqua, Venezuela. Leslie dovrà affrontare delle differenze culturali molto difficili. Tom si improvvisa fattorino per i visitatori ed April (Aubrey Plaza), nel frattempo, fa il gioco duro con Jhonny (guest star JC Gonzalez), uno stagista della delegazione venezuelana. Fred Armisen (già comico di Saturday Night Live) interpreta il ruolo di Raul Alejandro Bastilla Pedro de Veloso de Morana, il Vice Direttore Esecutivo del Dipartimento Parchi, in visita dal Venezuela.

## Scorciatoie
- Titolo originale: Kaboom
- Diretto da: Charles McDougall
- Scritto da: Aisha Muharrar

### Trama
Leslie e il resto del comitato aiutano un'organizzazione locale chiamata KaBOOM! a costruire un piccolo parco giochi in una città vicina. Quando Leslie si rende conto che il campo da gioco viene terminato in un solo giorno, si sente frustrata per la mancanza di progressi nella fossa del Parco e va da Mark (Paul Schneider) per un consiglio su come accelerare le cose.

## Finché c'è festa c'è speranza
- Titolo originale: Greg Pikitis
- Diretto da: Dean Holland
- Scritto da: Michael Schur]

### Trama
Leslie "arruola" Dave (guest star Louis C.K.) e Andy per catturare un adolescente locale che fa atti di vandalismo. Nel frattempo, Ann lotta per rendere la sua festa di Halloween divertente e ottiene aiuto da una fonte inaspettata.

## Pericolo per il parco
- Titolo originale: Ron and Tammy
- Diretto da: Troy Miller
- Scritto da: Mike Scully

### Trama
Leslie è sconvolta quando scopre che il dipartimento della biblioteca vuole prendere il sopravvento su di lei. Ancora peggio, la biblioteca è gestita dall'ex moglie di Ron, Tammy (guest star Megan Mullally), che ha ancora una presa emotiva su di lui. Nel frattempo, Andy (Chris Pratt) ottiene un lavoro nella speranza di riconquistare Ann.

## Il murale
- Titolo originale: The Camel
- Diretto da: Millicent Shelton
- Scritto da: Rachel Axler

### Trama
Uno dei murales del municipio viene deturpato, il che fa precipitare Leslie e il Dipartimento dei Parchi in una feroce competizione per trovare un nuovo disegno. Ron ed Andy condividono un momento imbarazzante nel nuovo lavoro di Andy (Chris Pratt) come lustrascarpe .

## Battuta di caccia
- Titolo originale: Hunting Trip
- Diretto da: Greg Daniels
- Scritto da: Dan Goor

### Trama
Cercando di dimostrare che è in grado di stare con i ragazzi, Leslie si autoinvita alla battuta di caccia annuale di Ron, ma non funziona esattamente come sperato. Mentre tutti sono lontani, April (Aubrey Plaza) e Andy (Chris Pratt) entrano in contatto in ufficio.

## Il divorzio di Tom
- Titolo originale: Tom's Divorce
- Diretto da: Troy Miller
- Scritto da: Harris Wittels

### Trama
Quando Ron manda Leslie su DMV, lei diventa testimone accidentale del divorzio tra Tom e Wendy in tribunale. Leslie recluta l'intero dipartimento per aiutare Tom a dimenticare le sue preoccupazioni passando una notte in città, e Tom inizia a rendersi conto dello stato del suo matrimonio.

## Scandalo di Natale
- Titolo originale: Christmas Scandal
- Diretto da: Randall Einhorn
- Scritto da: Michael Schur

### Trama
Durante la progettazione del Pawnee Winter Wonderland Festival, un incontro con un consigliere caduto in disgrazia, coinvolge Leslie (Amy Poehler) nel bel mezzo di uno scandalo sessuale e la costringe a nascondersi dalla stampa. Ron (Nick Offerman) copre il lavoro di Leslie per un giorno e presto scopre esattamente quanto lavoro fa Leslie.

## Appuntamento al buio
- Titolo originale: The Set Up
- Diretto da: Troy Miller
- Scritto da: Katie Dippold

### Trama
Con Dave (Louis C.K.) fuori dal campo, Ann (Rashida Jones) decide di far incontrare Leslie su con uno dei suoi collaboratori, ma non tutto va come previsto. Un vecchio amico di Ann riappare e rende Mark (Paul Schneider) insicuro sulla loro relazione.

## A casa di Leslie
- Titolo originale: Leslie's House
- Diretto da: Alex Hardcastle
- Scritto da: Dan Goor

### Trama
Dopo che Leslie e Justin (Justin Theroux) hanno avuto una serie di appuntamenti grandiosi insieme ad Indianapolis, lui le confessa che presto tornerà a Pawnee e Leslie decide di organizzare una cena a casa sua per fare impressione su di lui.

## Lo sponsor
- Titolo originale: Sweetums
- Diretto da: Dean Holland
- Scritto da: Alan Yang

### Trama
Il Dipartimento Parchi stipula un accordo con un'azienda locale per vendere snack energetici in tutti i parchi Pawnee. Quando Leslie scopre quanto sono malsani questi gli snack, cerca di porre un veto all'accordo . Nel frattempo Mark decide, riluttante, di aiutare Tom (Aziz Ansari) a lasciare la sua casa e trasferirsi.

## Missione d'amore
- Titolo originale: Galentine's Day
- Diretto da: Ken Kwapis
- Scritto da: Michael Schur

### Trama
Quando Leslie ascolta la storia su una vecchia fiamma di sua madre, lei e Justin decidono di provare a riunire la coppia per il giorno di San Valentino. Nel frattempo, Andy (Chris Pratt) e la sua band sono preoccupati per l'esibizione al Senior Center. Guest star dell'episodio: John Larroquette.

## La donna dell'anno
- Titolo originale: Woman of the Year
- Diretto da: Jason Woliner
- Scritto da: Norm Hiscock

### Trama
Leslie si irrita molto quando Ron (Ron Swanson) vince il Premio Donna dell'Anno con un progetto che è stato idea di Leslie stessa. Intanto Tom cerca di convincere gli altri dipendenti del Dipartimento Parchi a dargli mille dollari, così da poter investire in un Club Pawnee locale. April aiuta Andy a trovare un nuovo appartamento.

## Caccia all'opossum
- Titolo originale: The Possum
- Diretto da: Tristram Shapeero
- Scritto da: Mike Scully

### Trama
Un opossum morde il cane del Sindaco su un campo da golf, e Leslie è incaricata di formare una task force per trovare l'animale prima che possa fare altri danni. Mark si rifiuta di infrangere le regole e "piegarle" a suo piacimento per Ron, facendolo arrabbiare.

## Sicurezza nei parchi
- Titolo originale: Park Safety
- Diretto da: Michael Trim
- Scritto da: Aisha Muharrar

### Trama
Jerry Gergich (Jim O'Heir) viene rapinato da un gruppo di ragazzini, spingendo Leslie ad incontrare il Capo dei Ranger del Parco nella speranza di migliorare la sicurezza nei parchi di Pawnee. Nel frattempo, nel Dipartimento Parchi tutti quanti decidono di provare a essere più gentili con Jerry quando torna al lavoro. Guest star dell'episodio: Andy Samberg.

## L'opuscolo
- Titolo originale: Summer Catalog
- Diretto da: Ken Whittingham
- Scritto da: Katie Dippold

### Trama
Incaricata di preparare il catalogo degli eventi estivi, Leslie decide di portare fuori Ron (Ron Offerman) e altri Direttori del Dipartimento Parchi per un pranzo al sacco. Tom (Aziz Ansari) chiede ad Ann (Rashida Jones) e Mark (Paul Schneider) di posare per la foto di copertina del catalogo.

## 94 appuntamenti
- Titolo originale: 94 Meetings
- Diretto da: Tristram Shapeero
- Scritto da: Harris Wittels

### Trama
Quando April (Aubrey Plaza) programma casualmente gli incontri nell'agenda di Ron per il 31 marzo pensando che Marzo abbia solo 30 giorni, Ron si ritrova con novantatré incontri programmati per lo stesso giorno; decide così di chiedere l'aiuto di tutte le persone del Dipartimento Parchi per risolvere il problema. Durante uno degli incontri, Leslie scopre che Jessica Wicks (Susan Yeagley), ex Miss Pawnee e moglie di Nick Newport (Christopher Murray), sta pianificando di apportare modifiche a una villa di Pawnee e recluta Tom perché la aiuti a fermarla.

## La lunga notte di Leslie
- Titolo originale: Telethon
- Diretto da: Troy Miller
- Scritto da: Amy Poehler

### Trama
Leslie si offre di ospitare il Telethon Pawnee Cares Diabetes e decide anche di offrire volontariamente i servizi del resto del Dipartimento Parchi. Sfortunatamente, a Leslie è stato assegnato il temuto turno dalle 2:00 alle 6:00 del mattino e deve lottare per superare le prime ore della notte. Nel frattempo, Mark (Paul Schneider) decide se chiedere o meno ad Ann (Rashida Jones) di sposarlo.

## Il bilancio non quadra
- Titolo originale: The Master Plan
- Diretto da: Dean Holland
- Scritto da: Michael Schur

### Trama
I nuovi piani per il parco di Leslie vengono sospesi da una visita di due controllori di Stato: Chris Traeger (Rob Lowe) e Ben Wyatt (Adam Scott), provocando la delusione di Leslie. April (Aubrey Plaza) decide anzitempo di avanzare nel suo rapporto con Andy (Chris Pratt) durante la sua festa per il 21 ° compleanno, tenutasi presso il Snakehole Lounge. Ann e Mark si occupano entrambi della loro recente rottura, ognuno a modo suo.

## Freddy Spaghetti
- Titolo originale: Freddy Spaghetti
- Diretto da: Jason Woliner
- Scritto da: Dan Goor

### Trama
Ben (Adam Scott) e Chris (Rob Lowe) decidono di terminare definitivamente con l'aiuto economico del governo a favore della crisi fiscale dei Pawnee, portando così alla chiusura di tutti i parchi e alla cancellazione di un concerto per bambini eseguito dall'amato artista Freddy Spaghetti. Leslie decide allora di reclutare il personale del Dipartimento Parchi per mettere in scena il concerto, arrivando ad uno scontro con Ben. Nel frattempo, Andy non sa come affrontare un'inaspettata attenzione romantica da parte di Ann, causando problemi ad April. Mark accetta un lavoro nel settore privato e lascia il governo.